# Llista de juristes romans
A continuació es presenta una llista dels juristes romans més destacats de l'època clàssica.
| Índex A B C D E F G H I J K L M N O P Q R S T U V W X Y Z |

## A
- Gai Visel·li Var Aculeu
- Luci Cinci Aliment
- Ampeli
- Anatoli de Beirut
- Furi Antià
- Antíoc (jurista)
- Luci Celi Antípater
- Apol·lodor de Constantinoble
- Gal Àquila
- Tici Aristó
- Arrià (jurista)
- Atanasi Escolàstic
- Atanasi Escolàstic d'Emesa
- Ateri
- Luci Atili (jurista)
- Atilicí
- Aufidi de Quios
- Gneu Aufidi
- Tit Aufidi

## B
- Luci Lucili Balb
- Luci Octavi Balb
- Bles (jurista)
- Marc Juni Brut (jurista)
- Marc Juni Brut (acusador)
- Marc Buculeu

## C
- Cal·lístrat (jurista)
- Gai Camil
- Campà (jurista)
- Cartili
- Cateu Capitó
- Marc Porci Cató Licinià el vell
- Sext Cecili
- Sext Cecili Africà
- Cecili Calactí
- Tit Cesi
- Cinna (jurista)
- Terenci Clement
- Corneli Servi
- Quint Corneli Màxim
- Tiberi Coruncani
- Cossutià Capitó

## D
- Docimi
- Dositeu Magister

## E
- Gai Livi Emilià Drus
- Quint Cervidi Escèvola
- Quint Muci Escèvola (cònsol 95 aC)
- Publi Muci Escèvola (cònsol 133 aC)

## F
- Urseu Ferox
- Gai Marci Fígul (jurista)
- Florentí (jurista)
- Fonteu Magne
- Gai Quiri Fortunacià
- Papiri Frontó
- Fufidi (jurista)
- Luci Fufidi
- Fulcini Prisc
- Furi (jurista)
- Marc Furi

## G
- Gai (jurista)
- Gai Aquil·li Gal
- Gai Eli Gal
- Publici Gel·li
- Gregorià

## H
- Hermogenià

## I
- Innocenci (jurista)

## J
- Prisc Javolè
- Papiri Just
- Gai Juvenci
- Tit Juvenci
- Publi Juvenci Cels
- Publi Juvenci Cels (pare)

## L
- Leli Fèlix
- Gai Cassi Longí (governador)
- Marc Antisti Labeó
- Quint Antisti Labeó

## M
- Ulpi Marcel
- Marc Minuci Fèlix

## N
- Neraci Prisc
- Marc Cocceu Nerva (jurista)

## O
- Octavè
- Ofili

## P
- Pactumeu Clement
- Tarruntè Patern
- Sext Pedi
- Pegàs (jurista)
- Sext Eli Pet
- Plauci (jurista)
- Sext Pomponi
- Pròcul (jurista)

## R
- Rutili Màxim

## S
- Sabí (jurista)
- Salvi Julià
- Venuleu Saturní
- Servi Sulpici Rufus

## U
- Ulpià

## V
- Vinidi
- Vivià